# Gewog di Bjoka
Il gewog di Bjoka è uno degli otto raggruppamenti di villaggi del distretto di Zhemgang, nella regione Meridionale, in Bhutan.